# Fureur sur le Bosphore
Série Agent 077
Opération Lotus bleu
(1965) Mission spéciale... Lady Chaplin
(1966)
Pour plus de détails, voir Fiche technique et Distribution.
Fureur sur le Bosphore (Agente 077 dall'oriente con furore) est un film d'espionnage franco-hispano-italien sorti en 1965 et réalisé par Sergio Grieco. C'est la suite d'Opération Lotus bleu sorti quelques mois plus tôt.

## Fiche technique
Sauf indication contraire, les informations mentionnées dans cette section peuvent être confirmées par la base de données cinématographiques IMDb,  présente dans la section « Liens externes ».
- Titres français : Fureur sur le Bosphore ou Agent 077 : opération Istanbul ou Pleins Pouvoirs à Istanbul[1]
- Titre original italien : Agente 077 dall'oriente con furore[2]
- Titre espagnol : París-Estambul sin regreso ou S.O.S. agente 017 plenos poderes en Estambul
- Réalisateur : Sergio Grieco (sous le nom de « Terence Hathaway »)
- Scénario : Sandro Continenza, Nino Scolaro, Arpad De Riso, Leonardo Martin
- Photographie : Juan Julio Baena
- Montage : Enzo Alfonzi
- Musique : Piero Piccioni
- Effets spéciaux : Eugenio Ascani
- Décors : Nedo Azzini (it)
- Costumes : Rosalba Menichelli
- Trucages : Gianfranco Mecacci
- Production : Edmondo Amati (it)
- Société de production : Fida Cinematografica, Les productions Jacques Roitfeld, Época Films S.A.
- Pays de production :  Italie -  France -  Espagne
- Langue de tournage : italien
- Format : Couleurs par Technicolor - 2,35:1 - Son mono - 35 mm
- Genre : Espionnage
- Durée : 98 minutes[2]
- Dates de sortie :
  - Italie : 24 septembre 1965
  - France : 31 août 1966[1]
- Affiche : Jean Mascii (France)

## Distribution
- Ken Clark (VF : Gabriel Cattand) : Dick Malloy / Agent 077
- Margaret Lee (VF : Michèle Bardollet) : Evelyn Stone
- Fabienne Dali (VF : Michèle Montel) : Simone Degas
- Evi Marandi (VF : Claude Chantal) : Romy Kurtz
- Philippe Hersent (VF : Lui-même) : Heston, directeur de la C.I.A.
- Mikaela (VF : Nelly Benedetti) : Dolores Lopez
- Vittorio Sanipoli (VF : René Arrieu) : Vardar
- Fernando Sancho (VF : Serge Nadaud) : L'Espagnol au restaurant français
- Loris Bazzocchi (sous le nom de « Loris Barton ») (VF : Henry Djanik) : Sarkis
- Ennio Balbo (VF : Pierre Leproux) : Professeur Franz Kurtz
- Claudio Ruffini (sous le nom de « Claude Ruffin ») : Werner, le voyou blond au service de Goldwyn
- Franco Ressel (sous le nom de « Frank Ressel ») (VF : Marc de Georgi) : Goldwyn
- Lorenzo Robledo (sous le nom de « Richard Levin ») : Mike
- Gianni Medici (sous le nom de « John Hamilton ») (VF : Hubert Noël) : Ali Ben Lokum, l'agent de police turc
- Dario De Grassi (sous le nom de « Dean De Grassy ») (VF : Jean-Pierre Dorat) : Boris Molotov (Molitov en VF)
- Luciano Pigozzi (sous le nom de « Alan Collins ») : Le bandit au cache-œil
- Pasquale Basile (sous le nom de « Pat Basil ») : Un complice de Goldwyn
- Nino Persello (sous le nom de « Norman Preston ») : Un complice de Goldwyn
- Giuseppe Fortis (sous le nom de « Joseph Powers ») (VF : René Bériard) : Le marchand de tapis
- Tomas Blanco (VF : Michel Gudin) : le commissaire-priseur
- Calisto Calisti (VF : Claude Joseph) : Hassan
- Jean Yonnel (sous le nom de « Jean Lyonel »)
- Mark Selmon